# تاريكو جيتنيت
تاريكو جيتنيت (3 ديسمبر 1994 بإثيوبيا - ) هو لاعب كرة قدم إثيوبي في مركز. لعب مع نادي ديديبيت.